# Paolo Barilla
Paolo Barilla (Milão, 20 de abril de 1961) é um automobilista e empresário italiano, que pilotou na Fórmula 1 por 2 temporadas.

## Carreira

### Kart, carros de turismo e 24 Horas de Le Mans
Herdeiro da fábrica de massas que leva seu sobrenome, Paolo Barilla iniciou a carreira em 1975, no kart, vencendo a modalidade das 100cc em 1976.
Sua estreia nos monopostos aconteceu em 1980, na Fórmula Fiat Abarth, migrando para a Fórmula 3 no ano seguinte, fechando a temporada em terceiro lugar na divisão italiana da categoria. Barilla foi para a Fórmula 2 em 1982, pilotando para a equipe Minardi, e passou a correr em provas de carros esportivos entre 1983 e 1988. Seu ponto mais alto foi ter vencido as 24 Horas de Le Mans de 1985, pilotando um Porsche 956 da Joest Racing, tendo como companheiros de time Paul Belmondo, Klaus Ludwig, Marc Duez e Louis Krages (que utilizava o pseudônimo "John Winter").
Barilla voltaria aos monopostos em 1987, quando foi para a Fórmula 3000 japonesa, retornando à Minardi para ser piloto de testes.

## Fórmula 1
Na Minardi, Barilla exercia a função de test-driver, mas foi no GP do Japão de 1989 (marcado pelo polêmico acidente entre Ayrton Senna e Alain Prost antes da reta dos boxes) que o italiano ganharia sua primeira oportunidade na F-1, substituindo o compatriota Pierluigi Martini, impedido de correr devido a uma lesão. 
Classificado em 19º lugar, sequer largou em virtude de um problema na embreagem de seu carro. Apesar do abandono prematuro, ele teve uma nova chance na Minardi para a temporada seguinte, desta vez como titular. Mas Barilla enfrentou problemas com os carros que a Minardi utilizou em 1990, tendo largado em 8 das 14 provas em que pilotou, tendo como melhor resultado um 11º lugar em San Marino. Depois de ter sido substituído por Gianni Morbidelli nas últimas provas da temporada, Barilla resolveu abandonar a F-1.

## Após a Fórmula 1
Após deixar a F-1, Barilla continuou envolvido no automobilismo, retornando às categorias de protótipos em 1991. Correu profissionalmente até 1997, quando se afastou das pistas para cuidar da empresa de seu pai.
Voltou a competir em 2002, no Rali Dacar, pilotando um caminhão Mercedes.